# Aphnaeus leechi
Aphnaeus leechi är en fjärilsart som beskrevs av Embrik Strand 1922. Aphnaeus leechi ingår i släktet Aphnaeus och familjen juvelvingar. Inga underarter finns listade i Catalogue of Life.